# I Need Your Love Tonight
Singles de Elvis Presley
One Night
(1958) A Big Hunk o' Love
(1959)
I Need Your Love Tonight est une chanson d'Elvis Presley, sortie en single sur le label RCA Victor en 1958.

## Composition
La chanson a été écrite par Sid Wayne et Bix Reichner.

## Histoire
La chanson a été originellement enregistrée par Elvis Presley. Enregistrée par lui avec le Jordanaires le 10 juin 1958, elle sort en single le 10 mars 1959.